# NHK 뉴스 오하이요 아키타
NHK 뉴스 오하이요 아키타(NHK ニュース おはよう秋田)은 NHK 아키타 방송국에서 제작하고 있는 아침 로컬뉴스 프로그램이다. 

## 방송 시간
- 월 ~ 금: 오전 6시 55분 ~ 7시(5분), 7시 45분 ~ 8시(15분)
- 공휴일: 오전 7시 25분 ~ 30분(5분)